# Cuviergazelle

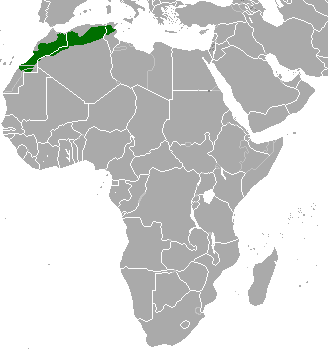
Verbreitungsgebiet der Cuviergazelle

Die Cuviergazelle (Gazella cuvieri) ist eine Säugetierart aus der Gattung der Gazellen. Sie lebt im Atlas-Gebirge in Nordafrika und gilt als bedroht. Sie ist eine der wenigen bergbewohnenden Gazellenarten Afrikas und kommt in Höhenlagen bis 2.000 Metern vor.
Die Art ist nach dem französischen Zoologen Frédéric Cuvier benannt.

## Merkmale
Die Cuviergazelle zählt zu den dunkelsten Gazellenarten. Ihr Fell ist an der Oberseite graubraun gefärbt, von der hellen Unterseite ist diese durch einen dunklen Streifen getrennt. Die Hörner werden rund 20 bis 37 Zentimeter lang und sind bei den Männchen wie bei allen Gazellenarten größer als bei den Weibchen. Das Gesicht ist charakterisiert durch dunkle Streifen, die von den Augen zur Schnauze verlaufen, innerhalb derer weiße Streifen parallel verlaufen. Cuviergazellen erreichen eine Kopfrumpflänge von 95 bis 105 Zentimeter, wozu noch 15 bis 20 Zentimeter Schwanz kommen. Die Schulterhöhe beträgt rund 60 bis 70 Zentimeter und das Gewicht 15 bis 20 Kilogramm bei Weibchen und 20 bis 35 Kilogramm bei Männchen.

## Verbreitung und Lebensraum
Das Verbreitungsgebiet der Cuviergazellen liegt in Nordafrika und erstreckt sich von Marokko bis Tunesien. Sie bewohnen innerhalb des Atlasgebirges verschiedene Lebensräume, darunter Wälder und Felsplateaus. Eines der wichtigsten Schutzgebiete für diese Art ist der Djebel-Chambi-Nationalpark, der die größte Population Tunesiens beherbergt.

## Lebensweise
Cuviergazellen leben in kleinen Gruppen, die meist aus weniger als acht Tieren bestehen und sich meist aus einem Männchen, einem oder mehreren Weibchen und einigen Jungtieren zusammensetzen. Sie verbringen den Tag in höheren Lagen verborgen, um in der Dämmerung oder der Nacht in die Täler zur Nahrungsaufnahme herunterzukommen. Ihre Nahrung setzt sich aus Gräsern und Kräutern zusammen.

## Fortpflanzung
Die Mehrzahl der Geburten fällt in die Monate März bis Mai, manchmal gibt es einen zweiten Geburtenhöhepunkt im Oktober. Die Tragzeit beträgt rund 160 Tage, unüblich innerhalb der afrikanischen Gazellen ist die hohe Anzahl von Zwillingsgeburten. Die Lebenserwartung beträgt bis zu 14 Jahre.

## Gefährdung
Noch zu Beginn des 20. Jahrhunderts war die Cuviergazelle über weite Teile Nordafrikas verbreitet, durch die Bejagung und die Einschränkung ihres Lebensraums durch Umwandlung in Viehweiden sind die Bestände drastisch zurückgegangen. Heute bewohnt die Art nur mehr ein verkleinertes und zerstückeltes Gebiet. Schätzungen aus dem Jahr 2001 beziffern den Gesamtbestand auf 1500 bis 2500 Tiere, von denen rund 500 bis 1500 in Marokko, rund 560 in Algerien und weniger als 500 in Tunesien leben. Die IUCN listet die Art als bedroht (endangered).

## Belege

### Einzelbelege
1. ↑   Spinage, S. 191
2. ↑  Beolens, Watkins & Grayson: The Eponym Dictionary of Mammals. Johns Hopkins University Press, Baltimore 2009, ISBN 978-0-8018-9304-9, S. 94 (Cuvier, F.).